# William Värnild
William Rikard Värnild, född den 13 augusti 1985 i Bogotá, Colombia, är en svensk makeup-artist.

## Biografi
Värnild föddes i Bogotá i Colombia, men adopterades sex månader gammal och kom därigenom att växa upp i Västerås.
Värnild gjorde prinsessan Sofias makeup när hon gifte sig med prins Carl Philip 2014. Han är sedan 2020 skönhets- och makeupexpert på Nyhetsmorgon i TV4, Värnild var 2022–2023 skönhetsredaktör i magasinet Allt om Bröllop och är sedan 21 december 2023 skönhetsredaktör på Plaza Magazine. 
Sedan 2020 är Värnild egenföretagare och driver en PR-byrå och sminkmärket I Will Makeup.